# RSS Formidable (68)
RSS Formidable é uma fragata furtiva multimissões e primeira embarcação da Classe Formidable, atualmente operada pela Marinha da República de Singapura.

## Histórico operacional

### RIMPAC 2012
Entre 29 de junho a 3 de agosto, participou nos exercícios conjuntos no Pacífico juntamente com outros 41 navios de superfície, 6 submarinos, 199 aeronaves e ~25 000 militares de outras 21 nações.

### SIMBEX-16
Participou nos exercícios navais anuais no Golfo de Bengala.

### Exercício Pelicano 22
Durante a 40º edição, entre 3 a 8 de outubro, participou nos exercícios conjuntos com Brunei.

### Revisão da Frota Internacional 22
Com início em 6 de novembro, participou nos exercícios conjuntos do 70º aniversário da formação da Força Marítima de Autodefesa do Japão.